# Kuruschia
Hadena là một chi bướm đêm thuộc họ Noctuidae.